# Quando il fiume incontra il mare - Parabole di vita
Quando il fiume incontra il mare - Parabole di vita è stato un programma televisivo italiano di approfondimento culturale e religioso, andato in onda su Canale 5 dal 4 novembre al 16 dicembre 2023 con la conduzione di don Marco Pozza.

## Il programma
Il programma, nato da un'idea di don Marco Pozza e don Dario Edoardo Viganò, era realizzato da Officina della Comunicazione con la collaborazione di RTI. In versione docu-serie, don Marco Pozza, raccontava con intensità e riflessioni vicende umane che ripercorrono il senso delle più importanti parabole cristiane, presenti negli angoli più oscuri della quotidianità.

## Edizioni
| Edizione | Anno | Conduzione  | Periodo         | Periodo          | Puntate | Regia        |
| Edizione | Anno | Conduzione  | Inizio          | Fine             | Puntate | Regia        |
| -------- | ---- | ----------- | --------------- | ---------------- | ------- | ------------ |
| 1ª       | 2023 | Marco Pozza | 4 novembre 2023 | 16 dicembre 2023 | 7       | Luca Salmaso |

## Puntate e ascolti
Quando il fiume incontra il mare - Parabole di vita è andato in onda ogni sabato su Canale 5 dal 4 novembre al 16 dicembre 2023 per sette puntate con la conduzione di don Marco Pozza.
| Puntata | Messa in onda    | Titolo della puntata     | Ascolti        | Ascolti |
| Puntata | Messa in onda    | Titolo della puntata     | Telespettatori | Share   |
| ------- | ---------------- | ------------------------ | -------------- | ------- |
| 1       | 4 novembre 2023  | I lavoratori della vigna | 410 000        | 8,50%   |
| 2       | 11 novembre 2023 | La pecora smarrita       | 464 000        | 9,30%   |
| 3       | 18 novembre 2023 | I talenti                | 440 000        | 8,90%   |
| 4       | 25 novembre 2023 | Il grano e la zizzania   | 528 000        | 9,40%   |
| 5       | 2 dicembre 2023  | Il padre misericordioso  | 426 000        | 8,20%   |
| 6       | 9 dicembre 2023  | La perla preziosa        | 458 000        | 8,30%   |
| 7       | 16 dicembre 2023 | Gesù parabola del padre  | 439 000        | 8,60%   |
| Media   | Media            | Media                    | 452 000        | 8,74%   |

## Audience
| Edizione | Rete televisiva | Anno | Stagione | Orario     | Durata | Programmazione | Programmazione | Programmazione | Programmazione | Programmazione | Programmazione | Programmazione | Collocazione | Media auditel  | Media auditel | Premiere       | Premiere | Finale         | Finale |
| Edizione | Rete televisiva | Anno | Stagione | Orario     | Durata | L              | M              | M              | G              | V              | S              | D              | Collocazione | Telespettatori | Share         | Telespettatori | Share    | Telespettatori | Share  |
| -------- | --------------- | ---- | -------- | ---------- | ------ | -------------- | -------------- | -------------- | -------------- | -------------- | -------------- | -------------- | ------------ | -------------- | ------------- | -------------- | -------- | -------------- | ------ |
| 1ª       | Canale 5        | 2023 | autunno  | 9:30-10:20 | 50 min |                |                |                |                |                |                |                | Day-time     | 452 000        | 8,74%         | 410 000        | 8,50%    | 439 000        | 8,60%  |